# BIRDS (アルバム)
『BIRDS』（バーズ）は1987年5月21日に発売された德永英明3枚目のオリジナル・アルバム。

## 概要
前作『radio』から9ヶ月ぶり。 シングル「BIRDS」と同日発売された。

## チャート成績
德永英明のアルバム初のオリコントップ10入り・初のオリコン1位獲得。

## 収録曲
作曲：德永英明（特記以外）鈴木キサブロー（1,10）
1. 輝きながら…　(4:30)[1]
  - 作詞：大津あきら　編曲：川村栄二
  - 4枚目のシングル。本作発売後シングルカット。
2. シック　(4:28)[1]
  - 作詞：篠原仁志　編曲：武部聡志
3. ため息のステイ　(3:36)[1]
  - 作詞：川村真澄　編曲：川村栄二
4. ノースリーブのクリスマス　(4:55)[1]
  - 作詞：秋谷銀四郎　編曲：和泉一弥
5. 夏の素描　(4:51)[1]
  - 作詞：秋谷銀四郎　編曲：和泉一弥
  - 「BIRDS」カップリング曲。
6. BIRDS　(4:12)[1]
  - 作詞：大津あきら　編曲：川村栄二
3枚目のシングル。本作と同日発売。
7. 君は悲しいギター　(4:15)[1]
  - 作詞：川村真澄　編曲：川村栄二
8. さよならの水彩画　(4:28)[1]
  - 作詞：大津あきら　編曲：武部聡志
「輝きながら…」カップリング曲。
9. Silent good-night 〜君のために…　(4:58)[1]
  - 作詞：篠原仁志　編曲：和泉一弥
10. レター　(4:08)[1]
  - 作詞：篠原仁志　編曲：田原音彦・和泉一弥